# Грибанова Маргарита Миколаївна
Маргарита Миколаївна Грибанова (нар. 23 серпня 1928, Ульяновськ) — українська радянська художниця тканин; член Спілки радянських художників України.

## Біографія
Народилася 23 серпня 1928 року в місті Ульяновську (нині Росія). 1953 року закінчила Львівський інститут прикладного і декоративного мистецтва, де навчалася зокрема у Миколи Бавструка, Вітольда Манастирського, Михайла Бєляєва. Дипломна робота — шовкова гобеленова тканина (керівник Н. М. Галкіна, оцінка: добре).
Жила в Києві, в будинку на вулиці Фрунзе, № 115/2, квартира № 10.

## Творчість
Працювала в галузі художнього текстилю, створювала малюнки для вибивних шовкових тканин для жіночої сукні (1953—1967), хусток, декоративних панно, блузок («Каштани», 1956; «Світанок», 1967; «Соняшники» (1970).
Брала участь у республіканських виставках з 1957 року, всесоюзних — з 1961 року, зарубіжних — з 1958 року.